# Oxyethira absona
Oxyethira absona är en nattsländeart som beskrevs av Oliver S. Flint Jr. 1991. Oxyethira absona ingår i släktet Oxyethira och familjen smånattsländor. Inga underarter finns listade i Catalogue of Life.